# إدوارد سيمور
إدوارد سيمور الدوق الأول لسومرست، (1500 تقريبًا – 22 يناير 1552) وصي عرش إنجلترا عندما كان ابن شقيقته الملك إدوارد السادس دون السن، ما بين وفاة الملك هنري الثامن ملك إنجلترا عام 1547، وحتى اتهامه بالخيانة عام 1549م.

## روابط خارجية
- إدوارد سيمور على موقع الموسوعة البريطانية (الإنجليزية)